# Leptothorax risii
Leptothorax risii är en myrart som beskrevs av Auguste-Henri Forel 1892. Leptothorax risii ingår i släktet smalmyror, och familjen myror. Inga underarter finns listade i Catalogue of Life.